# Боево (Воронежская область)
Бо́ево — село Каширского района Воронежской области России. Административный центр Боевского сельского поселения.

## География
Расположено в северо-западной части района, в 32 км южнее от г. Воронежа. Село находится в лесостепи, почвенный покров — плодородный чернозём. Основные реки — Сухая Хворостань. На территории поселения расположен один пруд.

### Полезные ископаемые
На территории села находятся залежи минеральных голубой и жёлтой глины.

### Климат

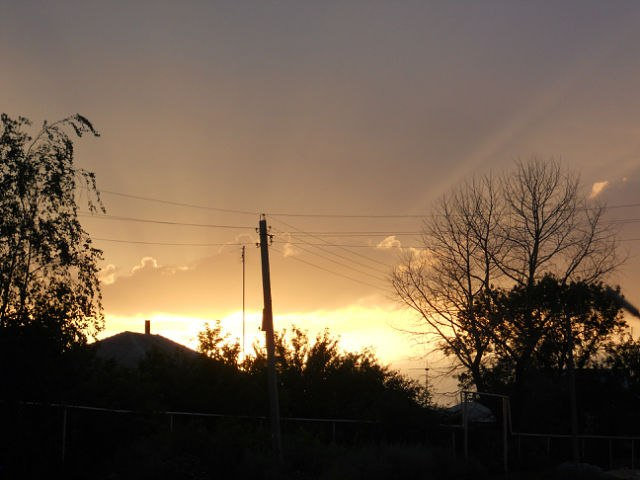
Закат над Боево

Село расположено в зоне умеренного климата. Зима умеренно-морозная, как правило, с устойчивым снежным покровом, который образуется реже в конце ноября, чаще в первой декаде декабря. Довольно часто бывают оттепели, сопровождающиеся дождями (особенно в декабре). Январь умеренный, также довольно часто бывает понижение температуры ниже −20 °C, которые могут продолжаться до недели и более. Февраль как правило снежный, часто бывают метели. Весна наступает в конце марта и сопровождается как правило быстрым таянием снежного покрова. Апрель мягкий, бывает холодным, реже жарким, что получило научное название «резкий переход из весны в лето» В мае 2014 года наблюдалась высокая температура доходящая до +29,2 °C, этот абсолютный максимум привёл к засухе, которая в свою очередь привела к снижению урожайности зерновых. Лето тёплое, даже жаркое (особенно июль и первая половина августа), в отдельные годы — дождливое, в отдельные годы — засушливое. Осень мягкая и дождливая.
- Среднегодовая температура — +6,9 °C (в среднем температура воздуха в селе превышает +15 °C 107 дней)
- Среднегодовая скорость ветра — 3,2 м/с
- Среднегодовая влажность воздуха — 74 %
- Среднегодовое количество осадков — 520—550 мм

## История
Село Боево своё начало от Воронежского Покровского девичьего монастыря. В 1626 году царём Михаилом Фёдоровичем Романовым на нужды обители было пожаловано Форосанское ухожье. Большая часть ухожья была не заселена, и такое положение сохранялось до второй половины XVIII века. В 1764 году Указом Екатерины II в России было ликвидировано церковное и монастырское землевладение. Не избежал этой участи и Воронежский Покровский монастырь. Вскоре, на изъятые пустовавшие свободные земли, называемые Форостанской степью, стали заселяться бывшие монастырские крестьяне из центральных губерний Российской Империи. По названию сёл Каширского района можно определить откуда пришли переселенцы: Московское, Данково, Можайское и др. Также заселение шло и на месте будущего села Боево.
В 1769 году в рубеже речки Форосанки селятся крестьяне из ликвидированного Свенского монастыря. Спустя два года, в 1771 году, с их согласия вселяется вторая группа, а в 1772 году к ним подселяются бывшие помещичьи крестьяне (позже-экономического ведомства) князей Репниных. Таким образом они образовывают три посёлка — «Верхней, Средней, Нижней Боев».
В 1772 году монастырские крестьяне просят разрешение о постройке церкви, их ходатайство было удовлетворено. По свидетельству Дм. Самбикина, в 1778 году деревянная Пятницкая церковь была освящена. А в 1873 году было начато строительство каменной церкви в стиле классицизма. В 1877 году церковь была освящена также в честь Параскевы Пятницы, с приделом св. Николая. Эта церковь, является памятником архитектуры регионального значения.
В 1856 году хутора объединились в одно большое село под названием Боево, хотя прежнее названия в документах сохранялись вплоть до середины XX столетия.
Селяне в большинстве своём занимались земледелием, но помимо основного сельскохозяйственного занятия, жители занимались пчеловодством (мёд и воск продавался в губернский город), изготовляли кафель и кирпич (из которого строили в основном храмы и дома зажиточных горожан). Продукция местной маслобойни производилась успешно реализовывалась в Воронеже и во всем уезде. В селе действовали 11 торговых заведений, 5 лавок, чайная. Проходивший возле Боево почтовый тракт позволял местности бурно развиваться. В конце XIX столетия в поселении возникла проблема малоземелья и многие жители стали покидать село и уходить на железнодорожные работы.
Перепись населения 1890 году показала, что в селе проживает 5908 человек.
Вскоре Боево выделяется из состава Московской волости и становится отдельной самостоятельной единицей — Боевской волостью. Начинает действовать волостное правление, появляется урядник.
В 1879 году в селе открылась земская школа, в которой получали образование 91 мальчик и 16 девочек, позже при храме начала свою работу церковно-приходская школа в ней учились 107 мальчиков и девочек. После указа об образовании в Воронежской области. В Боево появилось Школа Крестьянской Молодёжи. Это произошло в 1925 году. Учились в ШКМ как боевцы, так и ребята из окрёстных сёл.
Новопостроенная и освящённая церковь, во имя святой великомученицы Параскевы Пятницы, стала действовать с 1778 года. Одноимённая церковь существовала и на прежнем месте жительства брянских крестьян — в селе Кондрыкино (деревянная двухэтажная церковь построенная в 1721 году, с приделом Николая Чудотворца).
Через сто лет как повествует архимандрит Димитрий (Самбикин) в своём труде «Указатель храмовых празднеств в Воронежской епархии» в 1868 году была начата постройка каменной церкви взамен обветшавшей и тесной деревянной. 23 апреля 1877 году храм был освящён также в честь Параскевы Пятницы, с приделом св. Николая. Эта церковь, сохранившаяся до настоящего времени, постановлением администрации Воронежской области N 850 от 14.08.95 г. является объектом исторического и культурного наследия областного значения. По другим сведениям Никольский предел был освящён 20 мая 1871 года.
В первые годы революции в селе возникали восстания, поводом для которых стала, проводившаяся повсеместно конфискация запасов зерна у сельского населения «на нужды трудового народа».
В 1921 году в Боево начались репрессии. Одними из первых пострадали в 1921 году верующие за участие в крестном ходу к обновившейся иконе в Пятницком храме.
В 1934 году местные активисты лишили церковь колоколов, а в 1936 году был закрыт и сам храм и превращён в склад для зерна.
Во время коллективизации в селе образовались 12 колхозов, просуществовавших до 1950-х годов.
В 1941 году боевцы, как истинные патриоты, встали на защиту своей Родины. Немцы в годы войны Дон не перешли, поэтому село не было оккупировано. В 1942—43 годах Боево стало пристанищем для беженцев из оккупированных сёл, расположенных за Доном. Также на территории села, в Нижнебоевской школе, был создан концентрационный лагерь для пленных мадьяр (венгров). Многие из военнопленных умерли от болезней и голода, и были захоронены возле школы. Победной весной 1945 года 453 воина не вернулись в родные дома. В 1995 году к 50-летию Великой Победы благодарные потомки воздвигли памятник, на мемориальных досках которого выбиты имена всех погибших и пропавших без вести односельчан.
После войны боевцы работали преимущественно в колхозах, некоторые перебрались в Воронеж. С началом строительства Нововоронежской АЭС в пос. Нововоронежский многие решили связать свою судьбу с атомной энергетикой, стали работать и жить в новом населённом пункте.
В 1965 году был образован совхоз «Боевский». Он специализировался на растениеводстве и животноводстве. В большинстве своём продукция поставлялась в посёлок Нововоронежский и областной центр.
В советское время в селе существовало 3 школы: начальная, Верхнебоевская и Нижнебоевская, в которых дети получали 7-летнее, а потом и 8-летнее образование. 1982 году школы объединили в одну, и школьники стали получать 10-летнее образование в новом двухэтажном здании школы.
В селе было пять магазинов, ДК, КБО, два ФАПа, теплица по выращиванию огурцов, детский сад, школа, библиотека. В 1993 году совхоз «Боевский» обанкротился, жители получили паи, многие на их основе создали крестьянско-фермерские хозяйства. Перестали существовать три фермы, теплица, детский сад.

## Население
| 1859  | 1897  | 2010  | 2012  | 2013  | 2014  | 2015  |
| ----- | ----- | ----- | ----- | ----- | ----- | ----- |
| 3987  | ↗5223 | ↘2080 | ↘2047 | ↗2049 | ↘2037 | ↘2026 |
| 2016  | 2017  | 2018  |       |       |       |       |
| ↘2001 | ↘1985 | ↘1961 |       |       |       |       |

## Известные уроженцы
- Кожевникова Карина — российская джазовая певица[11]
- Кирьянов, Алексей Игоревич — чемпион России по киокусинкай каратэ[12]
- Зверева, Валентина Алексеевна — доцент, кандидат политических наук[13]
- Лыков, Г. И. — доктор сельскохозяйственных наук[14].

Также с Боево связаны такие известные личности, как епископ Екатеринбургский и Ирбитский Серафим (Голубятников), убитый большевиками в Новоспасском монастыре в 1921 году (его отец являлся настоятелем Храма Святой Параскевы Пятницы (Боево)), Татьяна Лушина, семикратная чемпионка мира по прыжкам на батуте (Боево является родным селом её отца).

## Экономика
Производство сельскохозяйственной продукции является основной отраслью экономики села. Крестьянские фермерские хозяйства производят продукцию растениеводства: подсолнечник, зерновые, в меньшей степени — сахарную свёклу. Также на территории села работает завод по производству круп, птицефабрика и ныне недействующий мясокомбинат. Один государственный продуктовый магазин. Теплица в которой выращивают овощи, три продуктовых магазина принадлежат индивидуальным предпринимателям.

## Социальная сфера
В селе действует два ФАПа, детский сад (открыт в 2022 году), ДК, школа, библиотека, почта, отделение Сбербанка, спортивные секции и клубы.

## Спорт
- Любительский футбольный клуб «Боево»
- Спортивный клуб по Карате Шинкиокушинкай «Боевец».

## Религия

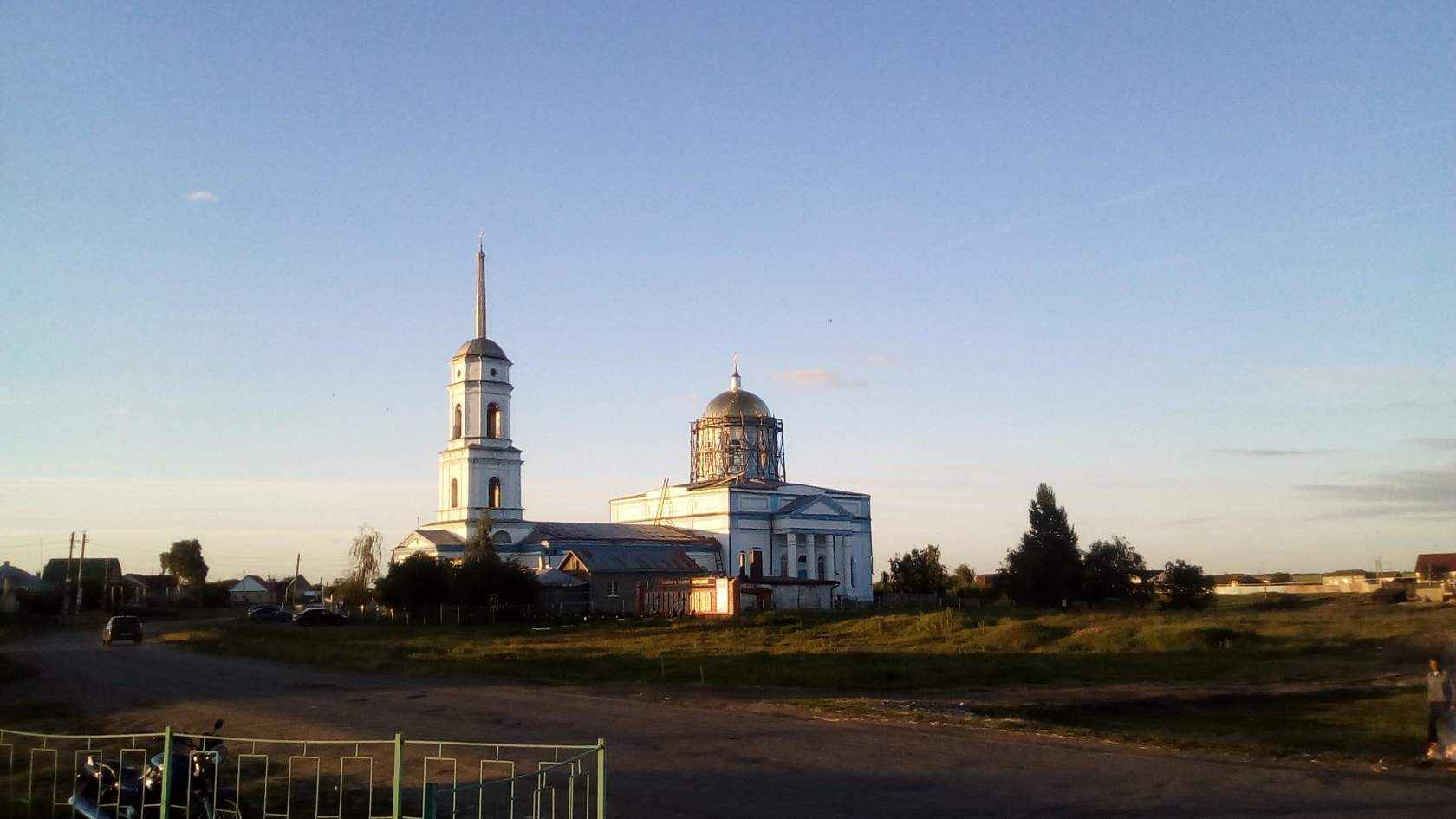
Пятницкая церковь. XIX век

Традиционной религией Боево является православие. В селе действует Храм Святой Параскевы Пятницы (Боево), являющийся памятником архитектуры. Второй по численности религией является старообрядчество поповского согласия.

## Достопримечательности
На территории села находятся два памятника архитектуры регионального значения — храм святой великомученицы Параскевы Пятницы (XIX век), земская школа (XIX век), а также памятник археологии — могильные курганы относящиеся к II веку до н. э.

## Транспорт
Возле села проходит трасса Нововоронеж — Воронеж. Два автобуса № 166, 329 связывают поселение с г. Воронеж, а автобус № 134 с селом Каширское. Школьный автобус обеспечивает доставку школьников к месту учёбы. В 7,3 км от села проходит ЮВЖД, со станцией в посёлке Колодезный.

## Интересные факты
На территории совхоза "Боевский" в 1974 году проходили натурные съемки фильма "Последняя встреча".